# 混同秘策
『混同秘策』（こんどうひさく）、または『宇内混同秘策』（うだいこんどうひさく、旧字体：宇內混同祕策）は、江戸時代後期の農政学者で経世家の佐藤信淵が1823年（文政6年）に著した、日本国内の統治論および世界征服論を開陳した奇書である。混同大論、巻一、巻二、泉原法略説から成る。

## 概要
「皇大御國ハ大地ノ最󠄁初ニ成󠄁レル國ニシテ世界萬國ノ根本也故モ能ク其根本ヲ經緯󠄁スルトキハ卽全󠄁世界悉ク郡縣ト爲スヘク萬國ノ君長皆臣僕ト爲スヘシ」で始まる本著は、強烈な自民族至上主義と、国内の統治及び世界征服の方法に関する極めて詳細な記述が大きな特色となっており，そこで展開されているのは、平田篤胤に国学を学んだ佐藤信淵による「産霊（むすび）」の神意を奉じる日本至上主義の経世済民論である。
本著で信淵は、世界を征服するために日本国内を固めることが大事だと説き、京都の他に江戸に王城をつくって「東京」とし、大坂も天然の大都会であって「西京」としてこれを別都とし、さらに14省府（駿府・名護屋〈名古屋〉・膳所〈大津〉・高知・松江・萩・博多・熊本・大泊〈大隅〉・金沢・沼垂〈新潟〉・青森・仙台・南部）には節度大使を置いて管内の政事を統理せしめ，もって中央集権的・官僚的な統一国家を作り、八丈島や小笠原諸島を開発し、さらにフィリピンを取ってその資源を利用し、かつ東京の防衛に備えることを主張した。東京につくられる皇都は、皇城を中央にして、西に皇廟、東に大学校を置くなど具体的な、しかし、統一国家がまだ存在していない以上、たぶんに観念的な構想が示されており、こうした具体的に語れば語るほど観念的な立論は本書では随所にみられる。
海外征服について、彼は「凡ソ他邦ヲ經略スルノ法ハ弱クシテ取リ易キ処ヨリ始ルヲ道トス今ニ當テ世界萬國ノ中ニ於テ皇國ヨリシテ攻取リ易キ土地ハ支那國ノ滿州ヨリ取リ易キハナシ」と書き、満州を手始めに中国征服を世界征服の第一歩として捉えた。軍事的及び経済的に満州以北を征圧した後に、中国本土へ台湾と寧波から侵攻し、そして南京に仮の皇居を定め、明の皇帝の子孫を上公に封じて従来の祖先崇拝を認めた上で、神社や学校を建てて教育せよと述べ、中国を征服した後は、周辺の国も容易に征服出来るとしている。

## 本著の周辺
本著が勤王家・農業史家で明治政府に仕えた織田完之によって初めて出版されたのは1888年（明治21年）であるが、それ以前にも転写されていた。大久保利通が明治維新の際、江戸を東京に定める建言をし、東京と改称したのは本著からヒントを得たためであるという。戦時中の超国家主義者が好んで読んだ本であった。
本書では日本至上主義のみならず、世界侵略のためには中国を手中に収めるべし、そのためには、まず満州を攻め取るべしという具体的構想をもち、自身の兵学の知識によって詳細な侵略作戦を展開しており、さらに、フィリピンや南洋諸島の領有等を提唱したため、これは欧米人の一部からは「大東亜共栄圏構想の父」であるとの見解が示されている。これはまた、「百年を隔てて、太平洋戦争方式と不気味なまでの類似性」を示すものとも形容される。